# تپه قلعه جهانگیر (۳)
تپه قلعه جهانگیر (۳) مربوط به عصر آهن است و در شهرستان دورود، بخش سیلاخور، دهستان چالانچولان، ۲۵ کیلومتری جنوب غربی روستای حاجی‌آباد واقع شده و این اثر در تاریخ ۲۸ شهریور ۱۳۸۶ با شمارهٔ ثبت ۱۹۵۵۴ به‌عنوان یکی از آثار ملی ایران به ثبت رسیده است.